# Grant Ferguson
Grant Ferguson (Peebles, 15 november 1993) is een Schots mountainbiker en wegwielrenner die anno 2016 rijdt voor CST Superior Brentjens Mountainbike Racing Team en Pedal Heaven.

## Overwinningen

### Cross-Country
| Seizoen | Wereldbeker | OS  | WK | EK | BK   | Overige                          | Totaal aantal zeges |
| ------- | ----------- | --- | -- | -- | ---- | -------------------------------- | ------------------- |
| 2013    |             | NVT |    |    |      | Redruth, Hopton, Hadleigh        | 3                   |
| 2014    |             | NVT |    |    | Goud | Heubach, Sherwood, Cannock Chase | 4                   |
| 2015    |             | NVT |    |    | Goud | Plymouth                         | 2                   |
| 2016    |             |     |    |    |      | Llanelli                         | 1                   |

### Veldrijden
| Seizoen   | Wereldbeker | Superprestige | Bpost Trofee | WK | BK | Overige | Totaal aantal zeges |
| --------- | ----------- | ------------- | ------------ | -- | -- | ------- | ------------------- |
| 2014-2015 |             |               |              |    |    | Derby   | 1                   |

#### Jeugd
- BK: 2013, 2014, 2015 (beloften)

## Ploegen
- 2013 –  Superior Brentjens Mountainbike Racing Team
- 2014 –  Betch.nl Superior Brentjens Mountainbike Racing Team
- 2015 –  Betch.nl Superior Brentjens Mountainbike Racing Team
- 2016 –  CST Superior Brentjens Mountainbike Racing Team
- 2016 –  Pedal Heaven

Chapman · Ferguson · Fox · Fry · Gardias · Gullen · Jones · McGowan · Paton · Pullar · Stedman · Tanfield · Tipper · Townsend · Webber · Wilkinson · Womersley